# Szemcsés meztelencsiga
A szemcsés meztelencsiga vagy budapesti csupaszcsiga (Tandonia budapestensis) a puhatestűek (Mollusca) törzsébe, a csigák (Gastropoda) osztályába és a tarajoshátú csupaszcsigák (Milacidae) családjába tartozó szárazföldi, köpenyüregtüdővel lélegző, ház nélküli csigafaj. Mezőgazdasági kártevő.

## Előfordulása
Ez a meztelen csiga Európában őshonos. Valószínűleg az Alpok délkeleti része, az Észak-Balkán, Magyarország és Erdély területéről származik.
Leírták már több európai országból, valamint az Egyesült Államokból és Új-Zélandról is.

## Leírása
A szemcsés meztelencsiga sárgásszürkétől a barnán át a sötétszürkéig terjedhet. Az alapszíntől jól elüt a világosabb színű, kiemelkedő háti taraj.
Az állat teste keskeny, a kifejlett példányok jellemzően 50-60 milliméteresek, de elérhetik akár a 70 millimétert is.
A köpeny hossza nem éri el a testhossz egyharmadát. A feje sötét árnyalatú. A hasláb keskeny A talp keskeny, a színe krémszínű, világosabb barna vagy narancssárga.  A lábmirigyek nyálkája sűrű, ragacsos, jellemzően színtelen, de ha az állatot megzavarják, sárgás lehet.
|  |  |  |